# Galway United F.C.
Galway United Football Club (irl. Cumann Peile Ghaillimh Aontaithe) – irlandzki klub sportowy z siedzibą w Galway.

## Historia
Chronologia nazw:
- 1937: Galway Rovers
- 1981: Galway United
- 2011–2013: nie istniał
- 2013: Galway F.C.
- 2015: Galway United F.C.

Klub powstał w 1937 pod początkową nazwą Galway Rovers. Założycielami klubu byli lokalni przedsiębiorcy oraz entuzjaści futbolu, którzy pragnęli, by w ich mieście powstał klub występujący w lidze irlandzkiej. Zespół osiągnął wielki sukces na poziomie juniorskim i w 1976 roku startował w Pucharze Ligi Irlandzkiej. W 1977 roku klub został zaproszony do League of Ireland i 28 sierpnia tego roku zadebiutował na Terryland Park w meczu z St. Patrick’s Athletic F.C. Klub osiągnął swój pierwszy poważny sukces w 1981 roku, przegrywając w finale Pucharu Ligi po rzutach karnych z Dundalk F.C. Klub następnie zmienił nazwę na Galway United i do 2011 grał w rozgrywkach FAI Premier Division.
Do lutego 2011 roku prezesem klubu był przedsiębiorca Nick Leeson, były makler handlujący instrumentami pochodnymi, którego działania doprowadziły do bankructwa najstarszego angielskiego banku inwestycyjnego Barings Bank. Klub funkcjonował w sezonie 2011 na zasadzie z dnia na dzień przez grupę kibiców zwanej Galway United Supporters Trust (GUST), ale po zakończeniu sezonu nie otrzymał licencji na sezon 2012. GUST wystąpił z wnioskiem o zezwolenie na grę w League of Ireland w 2012 roku, ale klubowi odmówiono. Dlatego w końcu 2011 został rozformowany.
W końcu 2013 roku klub został reaktywowany do reprezentowania miasta pod nowym kierownictwem i pod nazwą Galway FC. Klub wrócił do życia dzięki połączonym wysiłkom Galway United Supporters Trust (GUST), Mervue Utd, Salthill Devon, The Galway FA i kącie braci jako sponsorów. Przed rozpoczęciem sezonu 2015 klub powrócił do nazwy Galway United FC.

## Europejskie puchary
Legenda do wszystkich tabel:
- Q – runda eliminacyjna, 1/16, 1/8, 1/4, 1/2 – odpowiednia faza rozgrywek, Grupa – runda grupowa, 1r gr – pierwsza runda grupowa, 2r gr – druga runda grupowa, F – finał, R – runda, PO – play-off
- k. – rzuty karne, los. – losowanie, Dogr. – dogrywka, w. – zasada bramek strzelonych na wyjeździe

| Sezon   | Rozgrywki                 | Runda | Przeciwnik   | Dom | Wyjazd | Ogólnie |
| ------- | ------------------------- | ----- | ------------ | --- | ------ | ------- |
| 1985/86 | Puchar Zdobywców Pucharów | 1R    | Lyngby BK    | 2–3 | 0–1    | 2–4     |
| 1986/87 | Puchar UEFA               | 1R    | FC Groningen | 1–3 | 1–5    | 2–8     |
| 1991/92 | Puchar Zdobywców Pucharów | 1R    | Odense BK    | 0–3 | 0–4    | 0–7     |